# Ваді-аль-Уюн (нохія)
Ваді-аль-Уюн (араб. ناحية وادي العيون‎‎) — нохія у Сирії, що входить до складу району Масьяф провінції Хама. Адміністративний центр — м. Ваді-аль-Уюн.
| Сирія | Це незавершена стаття з географії Сирії. Ви можете допомогти проєкту, виправивши або дописавши її. |